# Kalende
Izraz kalénde v rimskem koledarju označuje prvi dan v mesecu. Beseda kalende je ena od redkih besed, ki se v klasični latinščini pišejo s črko k: kalendae. Domnevno zato, ker so besedo prevzeli od Etruščanov. Pozneje (v srednjeveški latinščini) so začeli besedo pisati tudi s c: calendae.  Iz besede kalende izhaja tudi naša beseda koledar (latinsko kalendarium/calendarium).
Kalende so prvotno pomenile začetek novega lunarnega meseca - torej prvi dan po mlaju. Pozneje se rimski koledar ni več držal luninih men, izraz kalende pa je ostal kot oznaka za prvi dan v mesecu. Skupaj z idami, ki so prvotno pomenile ščip, (in s kasneje dodanimi nonami) so kalende tvorile osnovo rimskega načina štetja dni. Rimljani so datum opisali tako, da so povedali, koliko dni je še do naslednjih kalend oziroma id ali non. Pri tem so dneve šteli vedno vključno s kalendami in z opazovanim dnevom (zato se je zadnji dan v mesecu imenoval drugi dan pred kalendami in ne prvi, kot bi rekli zdaj, ko opazovanega dneva ne vključimo v štetje).
Rimski koledar za zadnji del meseca marca oziroma začetek aprila bi bil takle:
- VII. dan pred aprilskimi kalendami (26. marec)
- VI. dan pred aprilskimi kalendami (27. marec)
- V. dan pred aprilskimi kalendami (28. marec)
- IV. dan pred aprilskimi kalendami (29. marec)
- III. dan pred aprilskimi kalendami (30. marec)
- II. dan pred aprilskimi kalendami (31. marec)
- aprilske kalende (1. april)

## Grške kalende
Z besedo kalende je povezana zanimiva fraza, ki je bila razširjena tudi med Slovenci v času, ko je bila klasična izobrazba bolj cenjena: ad kalendas graecas ali poslovenjeno ob grških kalendah pomeni isto kot nikoli, ker Grki kalend niso poznali.